# Соколов, Никита Алексеевич
Никита Алексеевич Соколов (род. 2 ноября 1998, Москва) — российский хоккеист, защитник. Игрок системы московского «Спартака», выступающего в КХЛ. Игрок воскресенского «Химика».

## Карьера
Начал заниматься хоккеем в московской школе ДЮСШ № 3 «Вастомъ», а спустя время перебрался в хоккейную школу «Олимпиец» из подмосковной Балашихи. Завершал этап становления, на юношеском уровне, в школе другого подмосковного клуба — «Атлант». По выпуску подписал свой первый, профессиональный контракт и начал выступать в молодёжной команде на уровне МХЛ — «Мытищинские Атланты». Проведя два сезона в молодёжном первенстве Соколов отправился за океан, попробовать свои силы в команде «Амарилло Буллс», выступающей в североамериканской хоккейной лиге (NAHL).
Спустя полноценный сезон вернулся в Россию и подписал просмотровый контракт с фарм-клубом московского «Спартака» — воскресенским «Химиком». Пройдя сборы Соколов остался в команде, подписав полноценный контракт. В составе «Химика» дебютировал в сезоне 2018/19 годов, а также провёл свой последний сезон на уровне МХЛ, в составе МХК «Спартак».
На сезон 2019/20 хоккеист продолжил выступление в составе воскресенского клуба. Летом 2020 года Соколов попал в список основной команды «Спартака» для подготовки к новому сезону, принял участие в нескольких контрольных матчах, а также выступил на Кубке мэра Москвы. 3 сентября 2020 года в гостевой игре против ярославского «Локомотива» дебютировал в КХЛ, проведя на площадке 14 смен. 24 ноября 2020 года в гостевой игре против «Сочи» Соколов отметился результативной передачей, тем самым открыв счёт персональным очкам на уровне КХЛ. 1 мая 2022 года заключил новый двусторонний контракт со «Спартаком» на два года. 29 апреля 2024 года продлил контракт с клубом ещё на два года.